# Recopa Sudamericana 1992
La Recopa Sudamericana 1992 è stata la quarta edizione della Recopa Sudamericana; in questa occasione a contendersi la coppa furono il vincitore della Coppa Libertadores 1991 e il vincitore della Supercoppa Sudamericana 1991.

## Tabellino
| Arbitro: | Juan Francisco Escobar Valdez |

| |                      | |
| Borghi Adomaitis Margas Vilches Pizarro | Tiri di rigore 5 – 4 | Nonato Boiadeiro Charles Baiano Paulo Roberto Paulão |
| · 120’ Daniel Morón · Agustín Salvatierra · Lizardo Garrido · Javier Margas · Eduardo Vilches · Miguel Ramírez · Gabriel Mendoza · Claudio Borghi · Jaime Pizarro · 90’ Aníbal González · Héctor Adomaitis · 90’ Hugo Rubio · 120’ Marcelo Ramírez | Formazioni           | · Paulo César · Paulo Roberto · Paulão · Adilson 50’ · Nonato · Ademir · Boiadeiro · Andrade · Luís Fernando · Charles Baiano · Aélson 90’ · Vanderci 50’ · Macalé 90’ |
| Mirko Jozić | Allenatori           | Ênio Andrade |